# Witchfire
Witchfire est un jeu vidéo de tir à la première personne en cours de développement par le studio indépendant polonais The Astronauts pour Microsoft Windows. Il sort en accès anticipé le 20 septembre 2023.

## Système de jeu
Witchfire est un jeu de tir à la première personne inspiré des Souls, axé sur l'action et sur les compétences, sans cinématiques et dans un univers de dark fantasy,,. Il comporte également des mécaniques caractéristiques du roguelike.

## Développement
Witchfire a été annoncé aux Game Awards 2017. Le jeu sort en accès anticipé sur Microsoft Windows via l'Epic Games Store le 20 septembre 2023. 